# Biotechnologisches Gymnasium
Ein biotechnologisches Gymnasium (kurz: BTG) ist ein berufliches Gymnasium.
Auf Initiative der Landesregierung von Baden-Württemberg hin entstand diese Form des beruflichen Gymnasiums unter der Regierung von Erwin Teufel. Derzeit (2012) bieten in Baden-Württemberg etwa 30 Schulen diese Schulform an.
Auch in Hessen, Sachsen und dem Saarland gibt es berufliche Gymnasien mit Schwerpunkt Biologietechnik bzw. Biotechnologie.

## Geschichte
Ziel des biotechnologischen Gymnasiums ist eine biotechnologisch gebildete Bevölkerung.
Das erste biotechnologische Gymnasium wurde in Baden-Württemberg gegründet, danach folgten Bayern und Sachsen.
Mittlerweile gibt es alleine in Baden-Württemberg 24 biotechnologische Gymnasien.
Hauptsächlich unterscheidet sich das biotechnologische Gymnasium von den anderen beruflichen Gymnasien in seinem Hauptfach Biotechnologie. In diesem Fach lernen die Schüler Grundtechniken wie Polymerase-Kettenreaktion (PCR), Polyacrylamid-Gelelektrophorese (PAGE), Modifikation von Bakterien durch Plasmide, Gentechnik, Klonieren, Immunologie, Stoffwechsel und Techniken zur Fermentation.